# Dentalinopsis
Dentalinopsis es un género de foraminífero bentónico de la subfamilia Nodosariinae, de la familia Nodosariidae, de la superfamilia Nodosarioidea y del orden Lagenida. Su especie-tipo es Dentalinopsis semitriquetra. Su rango cronoestratigráfico abarca el Hauteriviense (Cretácico inferior).

## Clasificación
Dentalinopsis incluye a las siguientes especies:
- Dentalinopsis gigantea
- Dentalinopsis oolithica
- Dentalinopsis quadrata
- Dentalinopsis semitriquetra
- Dentalinopsis subquadrata